# Computer Research Center of Islamic Sciences

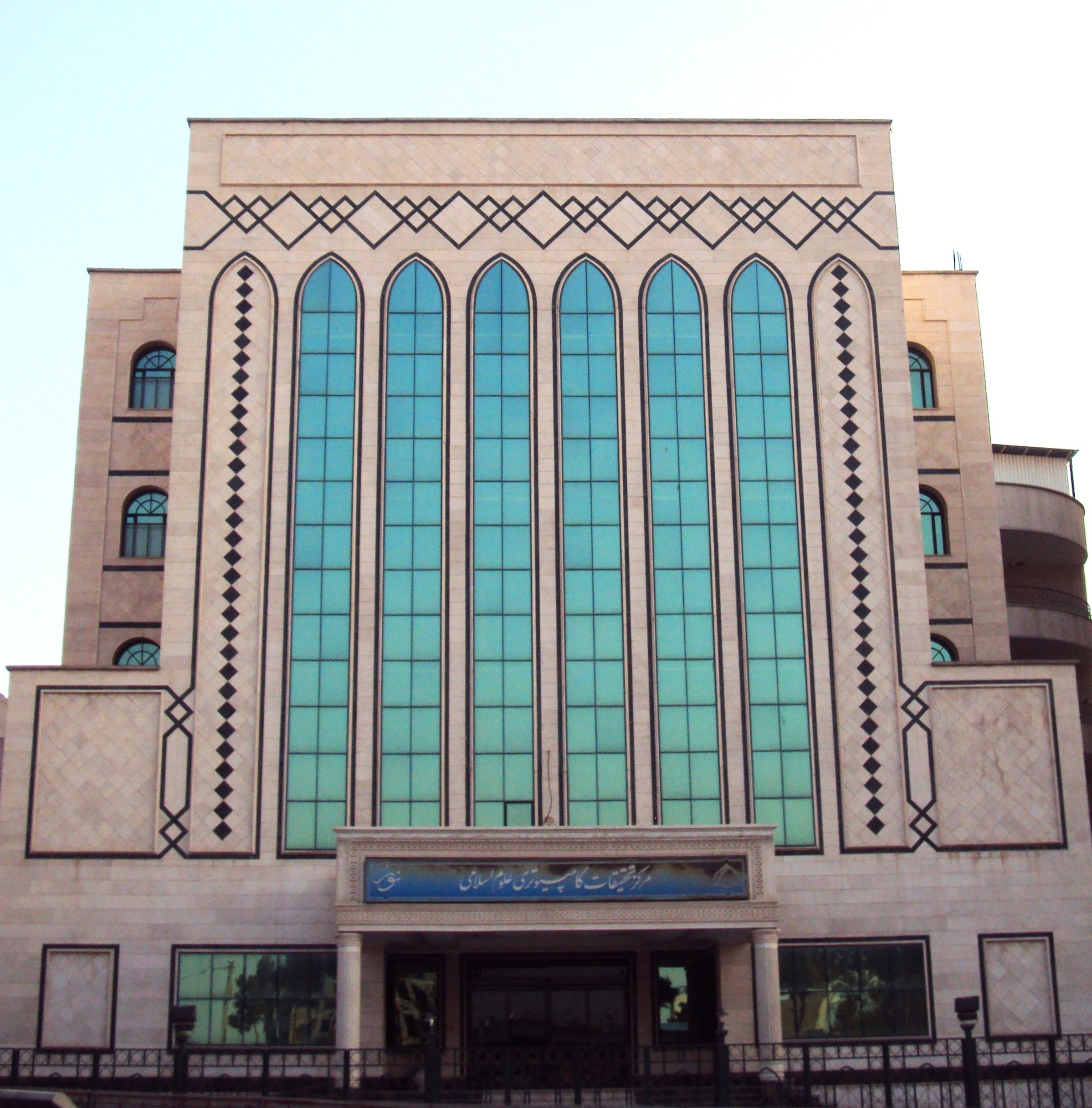
Das Computer Research Center of Islamic Sciences in Ghom

Das Computer Research Center of Islamic Sciences (CRCIS, persisch مرکز تحقیقات کامپیوتری علوم اسلامی) wurde 1990 gegründet, um islamische Quellen zu digitalisieren. Es hat seinen Sitz an der Jomhoori-Elami-Straße (persisch جمهوری ۴) in Ghom und Zweigniederlassungen in Teheran, Beirut, Damaskus, Frankfurt am Main, Kabul und Kerbela.
Das CRCIS ist heute einer der wichtigsten Softwarehersteller Islamischer Wissenschaften. 2019 veröffentlichte es den bislang umfassendsten Online-Koran; er umfasst Koran-Übersetzungen in 26 Sprachen und über 1000 Koranexegesen.